# Bagre panamensis
Bagre panamensis és una espècie de peix de la família dels àrids i de l'ordre dels siluriformes.

## Morfologia
- Els mascles poden assolir 38 cm de longitud total.
- L'espina que té davant les aletes dorsal i pectoral és verinosa i pot causar ferides doloroses.[2][3]

## Hàbitat
És un peix demersal i de clima subtropical.

## Distribució geogràfica
Es troba al Pacífic oriental: des del riu Santa Ana (sud de Califòrnia, Estats Units) fins al Perú.

## Ús comercial
Es comercialitza fresc.